# آرزو معتمدی
آرزو معتمدی (۱۳ ژانویه ۱۹۸۹) قایقران تیم ملی ایران بود که در سال ۲۰۱۱ توانست سهمیه المپیک لندن را بدست بیاورد و نخستین دختر ایرانی باشد که در کایاک به سهمیه بازی‌های المپیک می‌رسد. معتمدی پس از اینکه سهمیه اش را به کس دیگری دادند، پس از مدت زمان کوتاهی از ایران رفت. او سپس در تیم ملی قایقرانی آمریکا در مسابقات بین‌المللی حاضر شد.